# Sony Xperia M5
Sony Xperia M5 — Android-смартфон, устойчивый к воздействию воды и пыли, который является преемником Xperia M4 Aqua. Телефон был представлен 3 августа 2015 года вместе с Xperia C5 Ultra. Продается как телефон «среднего ценового уровня».
Как и его предшественник Xperia M4 Aqua, Xperia M5 имеет класс защиты от воды и пыли IP65 и IP68. Главной особенностью телефона является 21,5-мегапиксельная задняя камера, ISO 3200 и 0,25-секундный гибридный автофокус.

## Технические характеристики
Аппаратные средства
Устройство имеет 5,0-дюймовый (130 мм) дисплей 1080p. Устройство защищено от пыли и воды по стандартам IP65 и IP68 и оснащено двухъядерным процессором MediaTek HelioX10 MT6795 с тактовой частотой 2,0 ГГц и 3 ГБ оперативной памяти. M5 имеет несъемный аккумулятор емкостью 2600 мАч. Максимальное разрешение снимков составляет 21,5 мегапикселя. Камера оснащена сенсором изображения Sony Exmor RS, а также светочувствительностью вплоть до ISO 3200 и диафрагмой f / 2.2. В устройстве также присутствует гибридная автофокусировка, которая способна сфокусироваться на объекте в течение 0,25 секунд. Устройство поставляется с внутренним хранилищем объемом 16 ГБ и возможностью расширения карты microSDXC до 200 ГБ.
Программное обеспечение
Xperia M5 поставляется с предустановленной Android 5.0 Lollipop, а также с пользовательским интерфейсом и программным обеспечением Sony. Sony выпустила обновление до Android 6.0 (Marshmallow) для телефона.

## Продажи
Старт продаж двухсимочного варианта Xperia M5 состоялся 9 сентября 2015 года в Индии и Гонконге. Sony также объявила в начале 2016 года о продаже M5 в Великобритании, несмотря на то, что изначально подобное решение не входило в их планы.

## Проблемы
Иногда телефон сам отключается, пока к нему не будет подключен источник питания через USB-кабель. Sony прокомментировала проблему и подтвердила, что большинство моделей первой партии этого телефона имели проблемы и были неисправны, и что клиенты с поврежденными телефонами могут отремонтировать их, заменив новую батарею в официальном сервисном центре Sony.

## Отзывы
Xperia M5 в целом оказался хорошо принят критиками. Sony похвалили за улучшенную камеру телефона, более длительное время автономной работы и больший объём внутреннего хранилища.